# Teorema de Fermat sobre la suma de dos cuadrados

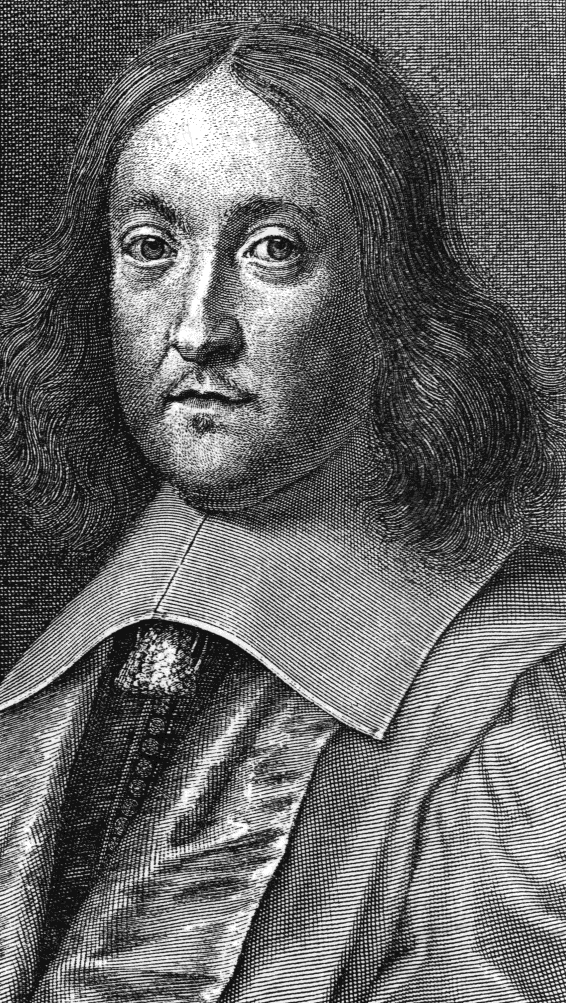
Pierre de Fermat.

En matemáticas y, más concretamente, en teoría de números, el teorema de Fermat sobre la suma de dos cuadrados enuncia las condiciones para que un número entero sea la suma de dos cuadrados de enteros, y precisa de cuántas maneras diferentes lo puede ser. Por ejemplo, según este teorema, un número primo impar es la suma de dos cuadrados de enteros si y sólo si el resto de su división euclídea entre 4 es 1; en este caso, los cuadrados quedan determinados de forma única. Se puede verificar sobre 17 (=4·4+1) o 97 (=4·24+1), ambos primos, que los dos se pueden expresar de una única forma como suma de dos cuadrados ({\displaystyle 17=1^{2}+4^{2}} y {\displaystyle 97=9^{2}+4^{2}}); también, que otros números primos como 7 (=4·1+3) o 31 (=4·7+3) no se pueden expresar como suma de dos cuadrados. Este resultado a veces de llama simplemente teorema de los dos cuadrados o también teorema de Fermat de Navidad. En concreto, el teorema dice lo siguiente:
| Un número primo p es expresable como suma de dos cuadrados si y sólo si p = 2 o p ≡ 1 (mod 4). Pierre de Fermat (1640) |

Es decir, {\displaystyle p=x^{2}+y^{2}}, donde {\displaystyle x} e {\displaystyle y} son números enteros si {\displaystyle p=2} o, si no, si {\displaystyle p=4k+1} para algún {\displaystyle k} entero, o escrito en notación moderna, {\displaystyle p\equiv 1{\pmod {4}}} (véase aritmética modular).
Sin embargo, como se ve más adelante en este mismo artículo, se pueden hacer generalizaciones a cualquier número entero y no solamente números primos.
El teorema es también conocido como lema de Thue, debido al matemático noruego Axel Thue.
El teorema se inscribe en la larga historia de la representación de números como suma cuadrados, que se remonta a la antigüedad. Fue expresado de forma explícita por Pierre de Fermat (1601-1665) en el siglo XVII, pero la primera demostración publicada conocida es de Leonhard Euler, un siglo más tarde. Su demostración, sin embargo, no cierra las preguntas. En el transcurso de los siglos posteriores se propusieron nuevas demostraciones y varias generalizaciones. Estas contribuciones han tenido un papel importante en el desarrollo de la rama de las matemáticas llamada teoría algebraica de números.
Parecido a muchas ecuaciones diofánticas, es decir, ecuaciones donde los coeficientes y las soluciones buscadas son números enteros o racionales, la simplicidad del enunciado esconde una dificultad real en su demostración. Algunas de las pruebas propuestas han ayudado a la puesta a punto de herramientas a veces sofisticadas, como las curvas elípticas o la geometría de los números, relacionando así la teoría de números elemental con otras ramas de las matemáticas.

## Presentación del teorema

### El caso de los números primos
Ciertos números primos son suma de dos cuadrados de enteros. Claro es el caso del {\displaystyle 2=1^{2}+1^{2}} e, igualmente, del {\displaystyle 5=1^{2}+2^{2}}. Sin embargo, otros, como el 3 y el 7, no verifican esta propiedad, como se puede comprobar viendo todos los posibles casos. Una prueba sistemática hasta 40 concluye que:
{\displaystyle 5=1^{2}+2^{2},\quad 13=2^{2}+3^{2},\quad 17=1^{2}+4^{2},\quad 29=2^{2}+5^{2},\quad 37=1^{2}+6^{2},}
pero que, sin embargo, 3, 7, 11, 19, 23 y 31 no se pueden descomponer de esta forma. El teorema da un criterio general que permite discriminar estas dos situaciones a priori:
| Teorema de los dos cuadrados de Fermat (caso de los números primos) Sea {\displaystyle p} un número primo impar. {\displaystyle p} es la suma de dos cuadrados de naturales si y sólo si {\displaystyle p} es congruente con 1 módulo 4: {\displaystyle \exists x,y\in \mathbb {N} :p=x^{2}+y^{2}\quad \Leftrightarrow \quad p\equiv 1{\pmod {4}}} Además, esta descomposición cuando existe, es única salvo el cambio de orden entre {\displaystyle x^{2}} y {\displaystyle y^{2}}. |

Decir que {\displaystyle p} es congruente con 1 módulo 4 significa simplemente que el resto de la división euclídea de {\displaystyle p} entre 4 es 1, o también que el número {\displaystyle p} es de la forma {\displaystyle 4k+1} para un cierto entero {\displaystyle k}. Este vocabulario se explica en el artículo Congruencia (teoría de números).

### El caso general
Si se empiezan a escribir los enteros inferiores a 50 (independientemente de que sean primos o no) sobre cuatro líneas, en función del resto de su división entre cuatro (0, 1, 2 o 3), se obtiene:
{\displaystyle {\text{Resto 0: }}{\color {OliveGreen}4},{\color {OliveGreen}8},{\color {red}12},{\color {OliveGreen}16},{\color {OliveGreen}20},{\color {red}24},{\color {red}28},{\color {OliveGreen}32},{\color {OliveGreen}36},{\color {OliveGreen}40},{\color {red}44},{\color {red}48}}
{\displaystyle {\text{Resto 1: }}{\color {OliveGreen}1},{\color {OliveGreen}5},{\color {OliveGreen}9},{\color {OliveGreen}13},{\color {OliveGreen}17},{\color {OliveGreen}21},{\color {OliveGreen}25},{\color {OliveGreen}29},{\color {Red}33},{\color {OliveGreen}37},{\color {OliveGreen}41},{\color {red}45},{\color {OliveGreen}49}}
{\displaystyle {\text{Resto }}2{\text{: }}{\color {OliveGreen}2},{\color {Red}6},{\color {OliveGreen}10},{\color {Red}14},{\color {OliveGreen}18},{\color {Red}22},{\color {OliveGreen}26},{\color {Red}30},{\color {OliveGreen}34},{\color {Red}38},{\color {Red}42},{\color {red}46},{\color {OliveGreen}50}}
{\displaystyle {\text{Resto }}3{\text{: }}{\color {Red}3},{\color {Red}7},{\color {Red}11},{\color {Red}15},{\color {Red}19},{\color {Red}23},{\color {Red}27},{\color {Red}31},{\color {Red}35},{\color {Red}39},{\color {Red}43},{\color {red}47}}
Los enteros escritos en verde designan aquellos que se pueden escribir como suma de dos cuadrados perfectos; los otros se han escrito en rojo. Podemos observar que la cuarta línea es toda roja, es decir, ninguno de esos enteros se puede escribir como suma de dos cuadrados perfectos. Pero observamos que el producto de un número par de factores de la forma {\displaystyle 4k+3} es de la forma {\displaystyle 4k+1}, pues, calculando módulo 4, {\displaystyle (4k+3)^{2n}\equiv 3^{2n}=9^{n}\equiv 1^{n}=1{\pmod {4}}} y están en la segunda línea. Los números de la primera y de la tercera línea son todos pares. Por tanto, la última línea no contiene más que números que tienen un número impar de factores primos de la forma {\displaystyle 4k+3}. Esto da una pista para comprender la situación general.
El caso de un número {\displaystyle n} cualquiera depende de sus factores primos. Se tiene que:
| Teorema de los dos cuadrados (caso general) Un entero es suma de dos cuadrados si y sólo si cada uno de sus factores primos de la forma {\displaystyle 4k+3} interviene con una potencia par. |

Así, 30 no puede ser suma de cuadrados, ya que {\displaystyle 30=2\cdot 3\cdot 5}, y 3, que es de la forma {\displaystyle 4k+3} con {\displaystyle k=0} entero, interviene en esta factorización con exponente 1 (impar). En cambio, {\displaystyle 45=3^{2}\cdot 5} sí que es suma de dos cuadrados, ya que 3 en este caso interviene en una potencia par (2). De hecho, {\displaystyle 45=6^{2}+3^{2}}.
La cuestión del número de parejas de cuadrados cuya suma es igual a un entero {\displaystyle n} dado (es decir, el número de soluciones) es más difícil y depende de los exponentes de los factores de {\displaystyle n} de la forma {\displaystyle 4k+1}. Escribiendo {\displaystyle =n'p_{1}^{a}p_{2}^{b}p_{3}^{c}\cdots } con {\displaystyle n'} sólo divisible por 2 y por factores primos de la forma {\displaystyle 4k+3}, y con {\displaystyle p_{i}}, por tanto, los factores de la forma {\displaystyle 4k+1}, entonces {\displaystyle n} tiene exactamente {\displaystyle {\frac {1}{2}}(a+1)(b+1)(c+1)\cdots } descomposiciones diferentes en suma de dos cuadrados si al menos uno de los exponentes {\displaystyle a,b,c,\dots } es impar, y {\displaystyle {\frac {1}{2}}(a+1)(b+1)(c+1)\cdots -{\frac {1}{2}}} descomposiciones si todos lo exponentes son pares.
Otra expresión equivalente de este número de descomposiciones la dio Carl Gustav Jakob Jacobi (1804-1851):
| Teorema de los dos cuadrados (número de soluciones) Sea {\displaystyle n} un entero {\displaystyle \geq 1} y {\displaystyle r_{2}(n)} el número de representaciones de {\displaystyle n} como suma de dos cuadrados. Sea {\displaystyle d_{1}(n)} (y, respectivamente {\displaystyle d_{3}(n)}) el número de divisores (no necesariamente primos) de {\displaystyle n} congruentes con 1 (y, respectivamente, con 3) módulo 4. Se verifica la fórmula siguiente: {\displaystyle r_{2}(n)=4(d_{1}(n)-d_{3}(n))} |

Nótese que se cuentan todas las representaciones, incluso aquellas que no difieren más que por el signo o el orden. Por ejemplo, {\displaystyle 5=(\pm 2)^{2}+(\pm 1)^{2}=(\pm 1)^{2}+(\pm 2)^{2}} admite 8 representaciones como suma de dos cuadrados. Un último aspecto importante es la construcción explícita de los cuadrados cuya suma es el {\displaystyle n} dado.

## Historia

### Época antigua: primeros resultados

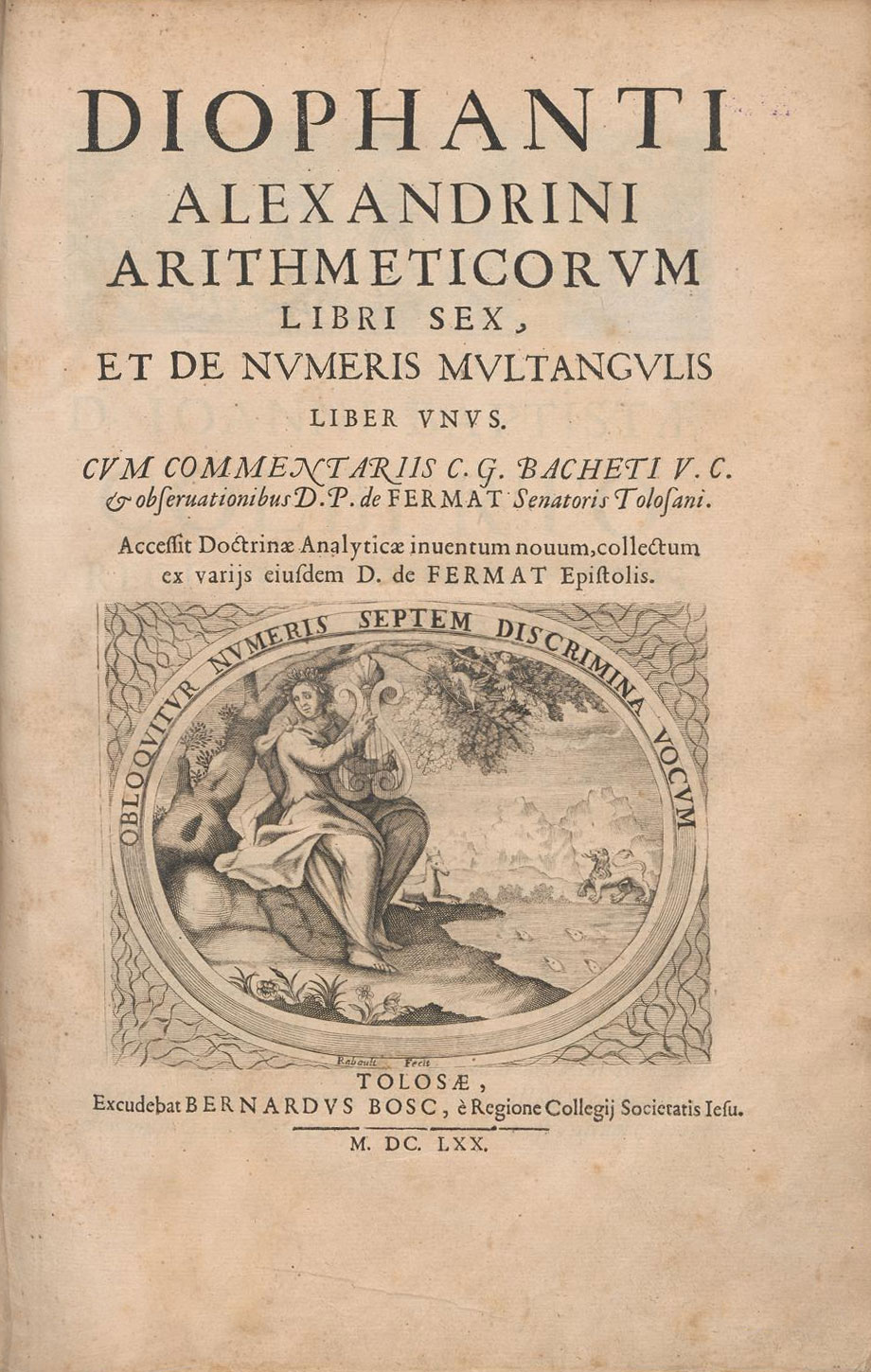
Edición de 1670 de las Aritméticas de Diofanto de Alejandría.

El interés por las suma de cuadrados se remonta a la antigüedad: se encuentran sumas de este tipo en tabletas cuneiformes del principio del segundo milenio antes de nuestra era y dos lemas añadidos al teorema X. 28 en los Elementos de Euclides explican cómo construir cuadrados perfectos que sean la suma o la diferencia de cuadrados perfectos, o al contrario, cómo no obtener un cuadrado sumando dos cuadrados.
Pero es en la tradición diofántica donde se encuentran rastros más precisos sobre los números suma de cuadrados. Las Arithmetica, escritas en una fecha incierta, contienen problemas con soluciones racionales o enteras. Una gran cantidad de ellos se refiere a los números cuadrados o cúbicos (en este caso a los cuadrados o cubos de números reaciojnales). Por ejemplo, el problema 11 del libro II es el siguiente: «Añadir un mismo número a dos números dados de forma que cada uno de ellos forme un cuadrado», o el problema 22 del libro IV: «Encontrar tres números tales que el número sólido procedente de estos tres números [en otras palabras, el producto de estos tres números], aumentado de cada uno de ellos, forme un cuadrado». Para resolver todas estas cuestiones, Diofanto introduce una «cantidad indeterminada de unidades» que llama «arithme» y expresa en función de ella todos los datos del problema (es pues un antepasado de la noción de incógnita en álgebra). Consigue así encontrar una solución numérica particular, por ejemplo para el problema II.11 la solución 97/64 si los números dados son 2 y 3.
Varias menciones referentes a la determinación de los números suma de dos cuadrados aparecen de forma dispersa en diversos problemas. Por ejemplo, Diofanto anota sin explicación que 15 no puede ser la suma de dos cuadrados de números racionales en medio de la solución del problema VI.14. En el libro III, afirma que el número 65 es una suma de dos cuadrados de dos maneras distintas, ya que es el producto de 5 y de 13, ellos mismos sumas de dos cuadrados. Otro problema hace referencia al hecho de «partir la unidad en dos partes y añadir a cada fragmento un número dado, con tal de formar un cuadrado». Esto significa buscar una expresión de:
{\displaystyle {\frac {a}{d}}+{\frac {b}{d}}=1,\quad c+{\frac {a}{d}},~c+{\frac {b}{d}}} son cuadrados de números racionales. Aquí {\displaystyle a,b,c,d\in \mathbb {N} .}
Esto significa buscar {\displaystyle 2c+1} como suma de dos cuadrados. Diofanto dice explícitamente que {\displaystyle c} debe ser par; en otras palabras, que la división de {\displaystyle 2c+1} entre 4 da resto 1.
Ciertos lectores matemáticos de Diofanto estudiaron de forma más sistemática y aritmética los números suma de cuadrados; en particular, la tradición en árabe de al-Khazin, al-Sizji, al-Samaw'al. Su perspectiva combina, sobre los problemas diofánticos que se prestan, técnicas inspiradas en el álgebra naciente y un punto de vista euclídeo, en particular un enfoque sobre los números enteros y de pruebas generales. Por ejemplo, enseñan que una suma impar de dos cuadrantes primos entre sí es de la forma {\displaystyle 12k+5} o {\displaystyle 12k+1}. Un contexto importante es el estudio de los triángulos rectángulos en números, o ternas pitagóricas, es decir, de los números que verifican que {\displaystyle a^{2}+b^{2}=c^{2}}: en efecto, si los lados {\displaystyle a,b,c} son primos entre sí, {\displaystyle c} se escribe como suma de cuadrados.

### sigloXVII: Los enunciados

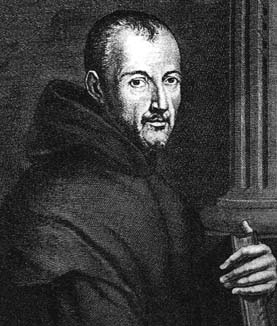
Marin Mersenne establece un contacto epistolar sólido entre Fermat y sus contemporáneos.

En el siglo XVII se empieza una exploración más sistemática, en relación directa con las ediciones y comentarios de las Aritméticas de Diofanto. Más adelante llegan los primeros enunciados completos del teorema.
Albert Girard acaba la traducción de Simon Stevin de los libros de Diofanto y en sus anotaciones, en el año 1634, anuncia que los números que se pueden expresar como suma de dos cuadrados son «los cuadrados, los {\displaystyle 4k+1}, los productos de números de estas dos formas y el doble de cada número así obtenido», es decir, un enunciado equivalente al enunciado general que se ha dado más arriba. Pero no presenta ninguna demostración.
Alrededor de esa fecha Marin Mersenne (1588-1648) establece en París una academia de matemáticas comunicando los resultados de diferentes trabajos, y apoyada sobre una importante red de corresponsales a través de toda Europa. Participan en ella personajes como Étienne y Blaise Pascal, René Descartes, Bernard Frénicle de Bessy o Gilles de Roberval. Esta correspondencia es una de las dos principales fuentes actuales para los trabajos aritméticos de Pierre de Fermat; la otra son sus propios comentarios a la edición de Diofanto que dio Claude Gaspard Bachet de Méziriac en 1621. En sus trabajos de teoría de números, Bachet se inscribe en la tradición del análisis diofántico entero y, sobre todo, da demostraciones a la moda euclidiana de numerosas proposiciones. En particular, demuestra que el producto de dos sumas de dos cuadrados es la suma de dos cuadrados; más precisamente, en notación algebraica actual:
{\displaystyle (a^{2}+b^{2})(c^{2}+d^{2})=(ac\pm bd)^{2}+(ad\mp bc)^{2}.}
Esta identidad será fundamental para pasar del caso de números primos al caso general.
Mersenne anima a sus corresponsales a proponerse mutuamente problemas con tal de probar su dificultad y estimular a los otros matemáticos en sus investigaciones. Uno de los primeros que se propusieron a Fermat en el año 1636 hace referencia a la suma de diversos cuadrados, y en marzo de 1638, Mersenne indica a Descartes que Fermat ha demostrado que un número de la forma {\displaystyle 4k+3} no es ni cuadrado ni suma de dos cuadrados (racionales).
En una larga carta a Marin Mersenne fechada el 25 de diciembre de 1640, Fermat enunció sus fundamentos para resolver todos los problemas vinculados con las sumas de cuadrados. Esta es la razón por la cual se conoce al teorema también con el nombre de Teorema de navidad de Fermat.

Todo número primo ({\displaystyle p}) que supera de la unidad un número cuaternario (como {\displaystyle 4k+1}) es una sola vez la suma de dos cuadrados. Igualmente su cuadrado ({\displaystyle p^{2}}). Su cubo ({\displaystyle p^{3}}) y su cuadrado-cuadrado ({\displaystyle p^{4}}) son cada uno dos veces la suma de dos cuadrados; su cuadracubo ({\displaystyle p^{5}}) y su cubicubo ({\displaystyle p^{6}}) son cada uno tres veces la suma de dos cuadrados; etcétera hasta el infinito.

El problema sobre las sumas de cuadrados figura también en las famosas observaciones que Fermat escribió al margen de la edición de Bachet de las Arithmétiques de Diofanto, observaciones que se conocen por la versión póstuma publicada por su hijo en 1670.

### sigloXVIII: ¿hay demostraciones?
Con el objetivo de desarrollar un análisis entero de la obra de Diofanto, con demostraciones, Fermat creó un método, que llama descenso infinito, que, según sus afirmaciones, le permite llegar al extremo:

Estuve mucho tiempo sin poder aplicar mi método a preguntas afirmativas, porque llegar a ellas es mucho más difícil que a las negativas. De manera que, cuando me hizo falta demostrar que todo número primo que supera en la unidad a un múltiplo de 4 está compuesto de dos cuadrado, me encontré con una decepción. Pero finalmente una meditación diversas veces reiterada me dio las luces que me faltaban, y las preguntas afirmativas pasaron por mi método, con la ayuda de algunos nuevos principios que se tuvieron que añadir por neceseidad.

No ha subsistido sin embargo ninguna demostración completa redactada por Fermat de su teorema. En cambio, las herramientas que desarrolló permiten efectivamente fabricar una y varios historiadores se han dedicado a este ejercicio de reconstrucción.
Con algunos otros, como los primeros casos de su Gran Teorema, el enunciado sobre las sumas de dos cuadrados ocupa en cualquier caso un lugar central en el programa de Fermat para renovar la teoría de números. Catorce años más tarde, tiempo después de la muerte de Mersenne, reaparecen estos enunciados en un proyecto de obra que Fermat envía a Blaise Pascal, después en 1658 en el transcurso de un intercambio con los matemáticos ingleses John Wallis y William Brouncker, y un año más tarde, en un balance sobre la teoría de números destinada al joven Christiaan Huygens. .

### sigloXVIII: Demostraciones y extensiones

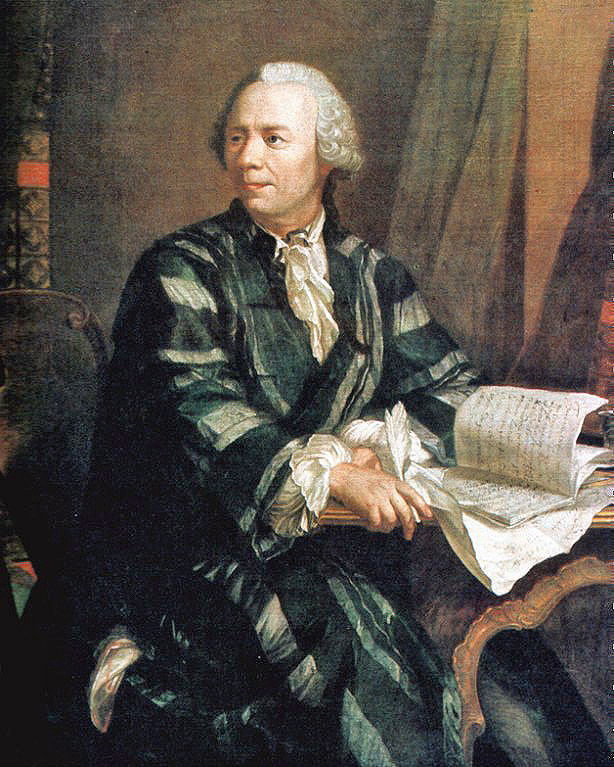
Leonhard Euler redacta la primera prueba conocida.

El ambiente científico de este siglo es muy distinto. Las matemáticas se han profesionalizado en toda Europa y revistas periódicas, en particular las publicaciones de las diversas Academias de las ciencias, ofreccen la posibilidad de publicar resultados y demostraciones. Leonhard Euler (1707-1783) se interesará por el teorema de los dos cuadrados, igual que por muchos otros resultados de la teoría de números dejados por Fermat, y se le deben las primeras demostraciones de estos resultados.
Fue pues Leonhard Euler, tras mucho esfuerzo, el primero que dio una demostración formal basada en descenso infinito. Fue anunciada en una carta escrita a Christian Goldbach el 12 de abril de 1749.
Más tarde, Joseph-Louis Lagrange (1736-1813) publicó una demostración en 1775 basada en su estudio de formas cuadráticas. Esta demostración fue simplificada por Gauss en su libro Disquisitiones arithmeticae. Más adelante, Dedekind dio otras dos demostraciones basadas en la aritmética de los enteros gaussianos. Hay incluso una demostración elegante usando el teorema de Minkowski sobre conjuntos convexos.

## Demostraciones
La implicación de izquierda a derecha es mucho más sencilla que su recíproco y ya se conocía en tiempos de Fermat. Es la implicación de derecha a izquierda la supuso más problemas.
Fermat enunció el teorema, pero, como habitualmente, no compartió una demostración del mismo. La primera fue encontrada por Euler después de mucho esfuerzo basándose en las pistas que dejó Fermat. En particular, el método del descenso infinito. Lo anunció en dos letras a Goldbach, el 6 de mayo de 1747 y el 12 de abril de 1749. Sin embargo, estas cartas sólo contenía esbozos de la prueba, que no publicó detalladamente hasta más adelante, en dos artículos entre 1752 y 1755.
Lagrange dio otra demostración en 1775 basada en su estudio sobre formas cuadráticas. Esta misma prueba fue más adelante simplificada por Gauss en sus Disquisitiones arithmeticae (art. 182).
Más tarde, también Dedeking dio por lo menos dos demostraciones basadas en los enteros de Gauss.
También hay una elegante demostración usando el teorema de Minkowski sobre conjuntos convexos.
En 1990, simplificando una demostración corta debida a Heath-Brown (inspirada por una idea de Liouville), Zagier presentó una demostración no constructiva de una frase. Y más recientemente, en 2016, David Christopher dio una demostración basada en teoría de particiones.

### Demostración de la implicación de izquierda a derecha
Queremos demostrar que si {\displaystyle p} es un primo impar suma de dos cuadrados, entonces es congruente con 1 módulo 4. La demostración de esto es muy sencilla: Si {\displaystyle p=a^{2}+b^{2}} es un primo impar, entonces necesariamente {\displaystyle a^{2}} y {\displaystyle b^{2}} tienen paridad contraria. Podemos suponer sin pérdida de generalidad que {\displaystyle a^{2}} es par y {\displaystyle b^{2}}, impar. Entonces, la descomposición en factores primos de {\displaystyle a^{2}} contiene un {\displaystyle 2}, luego la de {\displaystyle a} también y {\displaystyle a} es par. Simétricamente, la descomposición de {\displaystyle b^{2}} no contiene ningún {\displaystyle 2}, luego la de {\displaystyle b} tampoco y {\displaystyle b} es impar. Es decir, existen enteros {\displaystyle n,m} tales que 
{\displaystyle a=2n,b=2m+1\Rightarrow a^{2}+b^{2}=(2n)^{2}+(2m+1)^{2}=4n^{2}+4m^{2}+4m+1=4(n^{2}+m^{2}+m)+1\equiv 1{\pmod {4}},}
que es lo que queríamos demostrar.

### Demostración por descenso infinito de Euler
Euler consiguió probar el teorema de Fermat sobre sumas de cuadrados en 1749, cuando tenía 42 años. Lo comunicó en una carta a Goldbach el 12 de abril de 1749. La demostración se basa en el método del descenso infinito propuesto por el mismo Fermat anteriormente. Este método es un tipo de reducción al absurdo en que la contradicción que se busca es encontrar una sucesión infinita estrictamente decreciente de enteros positivos. Como estos tienen un elemento mínimo, se llega así a una contradicción. Sin embargo, la demostración sólo está esbozada en la carta. La demostración completa consta de cinco afirmaciones que finalmente conducen al enunciado y fue publicada en dos artículos. Las cinco afirmaciones descritas más abajo no se corresponden exactamente con las cinco de Euler, pero reproducen la misma demostración.
Para evitar ambigüedades, el cero será siempre un posible constituyente de "sumas de dos cuadrados", de forma que todo cuadrado perfecto será trivialmente expresable como suma de dos cuadrados si se fija uno como cero.
A continuación se presentan las cinco afirmaciones de que consta la prueba:

1. El producto de dos números, cada uno suma de dos cuadrados, es también la suma de dos cuadrados.
Este resultado se deduce de la siguiente identidad, conocida como identidad de Brahmagupta, y ya se conocía en tiempos de Euler gracias a Diofanto:
{\displaystyle (a^{2}+b^{2})(p^{2}+q^{2})=(ap+bq)^{2}+(aq-bp)^{2}}
En efecto, basta un simple desarrollo del miembro derecho para comprobar su validez:
{\displaystyle (ap+bq)^{2}+(aq-bp)^{2}=a^{2}p^{2}+b^{2}q^{2}+2abpq+a^{2}q^{2}+b^{2}p^{2}-2abpq=}
{\displaystyle =a^{2}p^{2}+b^{2}q^{2}+a^{2}q^{2}+b^{2}p^{2}=a^{2}(p^{2}+q^{2})+b^{2}(p^{2}+q^{2})=(a^{2}+b^{2})(p^{2}+q^{2})}

Por tanto, como el producto de dos sumas de cuadrados se expresa como el miembro izquierdo y el miembro derecho es también una suma de cuadrados, hemos demostrado la primera afirmación.
2. Si un número que es suma de dos cuadrados es divisible por un primo que, a su vez, es suma de dos cuadrados, entonces su cociente es suma de dos cuadrados. (Esta es la primera proposición de Euler)
En efecto, supongamos que {\displaystyle a^{2}+b^{2}} es divisible por {\displaystyle p^{2}+q^{2}} y que este último es primo. Entonces, {\displaystyle p^{2}+q^{2}} divide a 
{\displaystyle p^{2}(a^{2}+b^{2})-a^{2}(p^{2}+q^{2})=p^{2}b^{2}-a^{2}q^{2}=(pb-aq)(pb+aq)}
Ahora, como {\displaystyle p^{2}+q^{2}} es primo, por el lema de Euclides, debe dividir a alguno de los dos factores. Supongamos que divide a {\displaystyle pb-aq}. Como, por la primera afirmación (la identidad de Brahmagupta),
{\displaystyle (a^{2}+b^{2})(p^{2}+q^{2})=(ap+bq)^{2}+(aq-bp)^{2}\Rightarrow (ap+bq)^{2}=(a^{2}+b^{2})(p^{2}+q^{2})-(aq-bp)^{2}}
y los dos sumandos de la derecha son, por hipótesis, divisibles por {\displaystyle (p^{2}+q^{2})^{2}}, tenemos que {\displaystyle (ap+bq)^{2}} también lo es. Podemos pues dividir la identidad de Brahmagupta por {\displaystyle (p^{2}+q^{2})^{2}} y obtener:
{\displaystyle {\frac {a^{2}+b^{2}}{p^{2}+q^{2}}}=\left({\frac {ap+bq}{p^{2}+q^{2}}}\right)^{2}+\left({\frac {aq-bp}{p^{2}+q^{2}}}\right)^{2}},
y esto lleva a lo que queríamos: el cociente es suma de dos cuadrados.
Por otro lado, si {\displaystyle p^{2}+q^{2}} dividiera a {\displaystyle pb+aq}, un argumento simétrico se sostiene utilizando la siguiente variante de la identidad de Brahmagupta:
{\displaystyle (a^{2}+b^{2})(q^{2}+p^{2})=(aq+bp)^{2}+(ap-bq)^{2}}.
3. Si un número suma de dos cuadrados es divisible por un número que no es suma de nos cuadrados, entonces el cociente tiene un factor que no es suma de dos cuadrados. (Esta es la segunda proposición de Euler)
Supongamos que {\displaystyle q} es un número no expresable como suma de dos cuadrado que divide a {\displaystyle a^{2}+b^{2}}. Escribimos el cociente factorizado en sus (posiblemente repetidos) factores primos como {\displaystyle p_{1}p_{2}\cdots p_{n}}, de forma que tenemos que {\displaystyle a^{2}+b^{2}=qp_{1}p_{2}\cdots p_{n}}. Si todos los factores {\displaystyle p_{i}} pudieran ser escritos como suma de dos cuadrados, podríamos dividir sucesivamente {\displaystyle a^{2}+b^{2}} por {\displaystyle p_{1},\,p_{2},} etc. y, aplicando el paso 2., en cada división obtendríamos a la izquierda un número expresable como suma de dos cuadrados. Pero si repetimos esto {\displaystyle n} veces (para cada factor), obtenemos que {\displaystyle q} es suma de dos cuadrados, lo cual es una contradicción. Por lo que por lo menos uno de los {\displaystyle p_{i}} debe no ser suma de dos cuadrados.
4. Si {\displaystyle a} y {\displaystyle b} son enteros positivos y coprimos, entonces todos los factores de {\displaystyle a^{2}+b^{2}} son suma de dos cuadrados. (Este es el paso que utiliza 3. para producir un descenso infinito, y fue la proposición 4 de Euler. La demostración siguiente contiene también la demostración de la proposición 3 de Euler).
Sea {\displaystyle a,b} enteros positivos coprimos. Sin pérdida de generalidad podemos supones que {\displaystyle a^{2}+b^{2}} no es primo, pues si lo fuera ya habríamos acabado. Sea {\displaystyle q\neq 1,a^{2}+b^{2}} un factor de {\displaystyle a^{2}+b^{2}} no necesariamente primo. Podemos suponer que {\displaystyle q\neq 1,a^{2}+b^{2}} porque ambos casos son suma de dos cuadrados y ya habríamos acabado. Tampoco perdemos nada suponiendo que {\displaystyle q>2}, pues el caso {\displaystyle q=2=1^{2}+1^{2}} también es obvio.
Sean pues {\displaystyle m,n} enteros no negativos tales que {\displaystyle mq,nq} son los múltiplos de {\displaystyle q} más cercanos (en valor absoluto) a {\displaystyle a,b}, respectivamente. Nótese que las diferencias {\displaystyle c=a-mq,\,d=b-nq} son ambos enteros de valor absoluto estrictamente menor que {\displaystyle q/2}.
Con estas definiciones obtenemos que
{\displaystyle a^{2}+b^{2}=(c+mq)^{2}+(d+nq)^{2}=c^{2}+m^{2}q^{2}+2mqc+d^{2}+n^{2}q^{2}+2nqd=Aq+(c^{2}+d^{2})}
definiendo unívocamente un entero no negativo {\displaystyle A}. Como {\displaystyle q} divide por hipótesis a {\displaystyle a^{2}+b^{2}} y también divide trivialmente a {\displaystyle Aq}, debe dividir también a {\displaystyle c^{2}+d^{2}}. Podemos escribir pues {\displaystyle c^{2}+d^{2}=qr}. Sea {\displaystyle g=\operatorname {mcd} (c,d)}. Como {\displaystyle a,b} son coprimos, {\displaystyle g} lo tiene que ser también con {\displaystyle q}, pues por definición de {\displaystyle c,d},
{\displaystyle \operatorname {mcd} (g,q)|a,b\Rightarrow \operatorname {mcd} (g,q)|\operatorname {mcd} (a,b)=1\Rightarrow \operatorname {mcd} (g,q)=1}
Así, tenemos que{\displaystyle g=\operatorname {mcd} (c,d)|c,d\Rightarrow g^{2}|c^{2},d^{2}\Rightarrow g^{2}|c^{2}+d^{2}=qr{\overset {\operatorname {mcd} (g,q)=1}{\Rightarrow }}g^{2}|r}
Por tanto, escribiendo {\displaystyle e=c/g,~f=d/g,~s=r/g^{2}}, todos enteros como ya hemos visto, obtenemos dividiendo por {\displaystyle g^{2}}, {\displaystyle c^{2}+d^{2}=qr{\overset {/g^{2}}{\Rightarrow }}e^{2}+f^{2}=qs} y, por definición, {\displaystyle e,f} son coprimos. Como hemos observado antes, {\displaystyle |c|,|d|<q/2}, de forma que
{\displaystyle qs=e^{2}+f^{2}\leq c^{2}+d^{2}<\left({\frac {q}{2}}\right)^{2}+\left({\frac {q}{2}}\right)^{2}={\frac {q^{2}}{2}}\Rightarrow s<{\frac {q}{2}}}

Llegamos así al paso del descenso infinito: si {\displaystyle q} no es suma de dos cuadrados, por el paso 3., y como {\displaystyle s={\frac {e^{2}+f^{2}}{q}}}, tiene que haber un factor de {\displaystyle s}, digamos {\displaystyle q_{1}}, que no es suma de dos cuadrados. Pero {\displaystyle q_{1}\leq s<q/2<q} y, repitiendo estos pasos (inicialmente con {\displaystyle e,f;q_{1}} en lugar de {\displaystyle a,b;q} y así ad infinitum) obtenemos una secuencia infinita estrictamente decreciente {\displaystyle q,q_{1},q_{2},\dots } de enteros positivos. Esto es una contradicción que proviene de nuestra suposición de que {\displaystyle q} no era suma de dos cuadrados, por lo que lo debe ser y hemos acabado la demostración de este paso.
5. Todo primo de la forma {\displaystyle 4n+1} es suma de dos cuadrados. (Este es el principal resultado del segundo artículo de Euler).
Si {\displaystyle p=4n+1}, por el pequeño teorema de Fermat, cada uno de los números {\displaystyle 1,2^{4n},3^{4n},\dots ,(4n)^{4n}} es congruente con 1 módulo {\displaystyle p}. Las diferencias {\displaystyle 2^{4n}-1,3^{4n}-2^{4n},\dots ,(4n)^{4n}-(4n-1)^{4n}} son por tanto todas divisibles por {\displaystyle p}. Cada una de estas diferencias puede ser factorizada como {\displaystyle a^{4n}-b^{4n}=(a^{2n}+b^{2n})(a^{2n}-b^{2n}).}
Como {\displaystyle p} es primo, tiene que dividir a alguno de los dos factores. Si en alguna de las {\displaystyle 4n-1} diferencias divide al primer factor, podemos concluir, por 4., que {\displaystyle p} es suma de dos cuadrados (como {\displaystyle a,b} difieren por 1, son coprimos). Es suficiente pues ver que {\displaystyle p} no puede dividir siempre al segundo factor.
Si {\displaystyle p} divide las {\displaystyle 4n-1} diferencias {\displaystyle 2^{2n}-1,3^{2n}-2^{2n},\dots ,(4n)^{2n}-(4n-1)^{2n}}, entonces dividirá las {\displaystyle 4n-2} diferencias de términos sucesivos, las {\displaystyle 4n-3} diferencias de las diferencias, y así sucesivamente. Este proceso se puede representar como sigue. Consideremos el polinomio {\displaystyle P_{0}(x)=x^{2n}-1} y la sucesión de polinomios definida por {\displaystyle P_{i+1}(x)=P_{i}(x+1)-P_{i}(x)}. Observamos que esta recurrencia valorada en {\displaystyle x=2} nos da el primer término de las sucesivas diferencias de las diferencias.
Afirmamos que {\displaystyle \operatorname {gr} (P_{i})=2n-i}. En efecto, {\displaystyle P_{0}} lo cumple y, por inducción,
{\displaystyle P_{i+1}(x)=P_{i}(x+1)-P_{i}(x){\overset {\text{Inducción}}{=}}a_{2n-i}(x+1)^{2n-i}+a_{2n-i-1}(x+1)^{2n-i-1}\dots -a_{2n-i}x^{2n-i}-a_{2n-i-1}x^{2n-i-1}\dots =}
{\displaystyle =a_{2n-i}x^{2n-i}+a_{2n-i}{2n-i \choose 1}x^{2n-i-1}+a_{2n-i-1}x^{2n-i-1}\dots -a_{2n-i}x^{2n-i}-a_{2n-i-1}x^{2n-i-1}-\dots =a_{2n-i}{2n-i \choose 1}x^{2n-i-1}+\dots \Rightarrow }
{\displaystyle \Rightarrow \operatorname {gr} (P_{i+1})=n-(i+1)}.
Además, su monomio dominante tiene un coeficiente igual al producto {\displaystyle (2n)(2n-1)\cdots (2n-i+1)}. En efecto, {\displaystyle P_{0}} lo cumple y, por inducción, por el razonamiento anterior, tenemos que el monomio principal del {\displaystyle P_{i+1}} es
{\displaystyle P_{i+1}(x)=a_{2n-i}{2n-i \choose 1}x^{2n-i-1}{\overset {\text{Inducción}}{=}}(2n)(2n-1)\cdots (2n-i+1)(2n-i)x^{2n-i-1}=(2n)(2n-1)\cdots (2n-i-1)(2n-(i+1)+1)x^{2n-i-1}}

Por tanto, tenemos que el polinomio {\displaystyle P_{2n}(x)=(2n)(2n-1)\cdots (2n-2n+1)x^{2n-2n}=(2n)!}. En particular, {\displaystyle P_{2n}(2)=(2n)!} y, por lo que hemos visto antes, tenemos que {\displaystyle 4n+1=p|P_{2n}(2)=(2n)!}, lo cual es una contradicción, pues {\displaystyle p} es un número mayor que {\displaystyle 2n}. La contradicción proviene de suponer que {\displaystyle p} divide todas las diferencias {\displaystyle 2^{2n}-1,3^{2n}-2^{2n},\dots ,(4n)^{2n}-(4n-1)^{2n}}. Así, no las divide a todas y, como ya hemos visto, esto conduce a que {\displaystyle p} es suma de dos cuadrados.
Con esto queda demostrado el teorema. {\displaystyle \quad \square }

### Número de soluciones y generalización
En el enunciado del teorema básico se afirma también la unicidad de la descomposición de un primo como suma de cuadrados. La demostración de esto no es complicada y recae también en la identidad de Brahmagupta.
| Si un número primo {\displaystyle p} es suma de dos cuadrados, entonces estos cuadrados son únicos salvo un cambio de orden. |
| Sean {\displaystyle a^{2}+b^{2}} y {\displaystyle c^{2}+d^{2}} dos sumas de cuadrados iguales a {\displaystyle p}. Suponemos que {\displaystyle a,b,c,d} son enteros positivos.(*) Son, de hecho, estrictamente positivos, ya que, si no fuese el caso, {\displaystyle p} sería un cuadrado perfecto, lo cual entra en contradicción con que sea primo. Se demuestra que {\displaystyle p} divide a {\displaystyle ad-bc} y a {\displaystyle ad+bc}. Para esto, es útil el siguiente cálculo: {\displaystyle (ad-bc)(ad+bc)=a^{2}d^{2}-b^{2}c^{2}=a^{2}d^{2}+b^{2}d^{2}-b^{2}c^{2}-b^{2}d^{2}=d^{2}(a^{2}+b^{2})-b^{2}(c^{2}+d^{2})=d^{2}p-b^{2}p=p(d^{2}-b^{2})} Así, {\displaystyle p}\|{\displaystyle (ad-bc)(ad+bc)} y, por el lema de Euclides, debe dividir a alguno de los dos factores. Supongamos que divide al primero: {\displaystyle p}\|{\displaystyle ad-bc\Rightarrow \exists k_{1}\in \mathbb {Z} :ad-bc=k_{1}p} . La identidad de Brahmagupta (demostrada en la primera afirmación de la demostración de Euler) indica que: {\displaystyle p^{2}=(a^{2}+b^{2})(c^{2}+d^{2})=(ad-bc)^{2}+(ac+bd)^{2}} Esto muestra que {\displaystyle ac+bd} también es un múltiplo de {\displaystyle p} y existe pues un entero {\displaystyle k_{2}} tal que {\displaystyle ac+bd=k_{2}p}. La anterior igualdad se puede por tanto escribir como {\displaystyle p^{2}=k_{1}^{2}p^{2}+k_{2}^{2}p^{2}} de donde {\displaystyle k_{1}^{2}+k_{2}^{2}=1}. Como {\displaystyle k_{1},k_{2}} son ambos enteros, uno debe ser nulo y el otro es igual a 1 en valor absoluto. Observamos que {\displaystyle ac+bd>0} ya que es suma de productos estrictamente positivos. Por tanto, {\displaystyle k_{1}=0} y, así, {\displaystyle ad-bc=k_{1}p=0}. Esto muestra que los vectores {\displaystyle (a,b),(c,d)} son proporcionales y, por tanto, existe un entero estrictamente positivo {\displaystyle \lambda } tal que {\displaystyle c=\lambda a,d=\lambda b}. Así, {\displaystyle c^{2}+d^{2}=\lambda ^{2}a^{2}+\lambda ^{2}b^{2}=\lambda ^{2}(a^{2}+b^{2})=\lambda ^{2}p\Rightarrow \lambda ^{2}=1{\overset {\lambda >0}{\Rightarrow }}\lambda =1}. Esto, por definición de {\displaystyle \lambda }, quiere decir que {\displaystyle c=a,d=b}. Si fuera {\displaystyle ad+bc} el múltiplo de {\displaystyle p}, la igualdad siguiente muestra que {\displaystyle ac-bd} es un múltiplo de {\displaystyle p}: {\displaystyle p^{2}=(a^{2}+b^{2})(c^{2}+d^{2})=(ac-bd)^{2}+(ad+bc)^{2}} El razonamiento anterior también se aplica, sólo que ahora muestra que {\displaystyle a=d,b=c}, es decir, los cuadrados son idénticos, pero están en orden inverso. Por tanto, salvo el orden, la descomposición en cuadrados es única, como queríamos ver. {\displaystyle \quad \square } (*)Podemos suponer que son positivos porque nos importa la unicidad de sus cuadrados, de forma que un número y su opuesto son equivalentes. De hecho, diferenciando positivos y negativos, hay 4 elecciones de {\displaystyle a,b\in \mathbb {Z} } tales que {\displaystyle a^{2}+b^{2}=p}, dependiendo de si se cogen los representantes positivos o negativos de {\displaystyle a,b}: {\displaystyle p=(\pm a)^{2}+(\pm b)^{2}} |

Procedemos ahora a demostrar la generalización del teorema a enteros cualesquiera (no necesariamente primos), que se ha enunciado más arriba y que dice así:
| Teorema de los dos cuadrados (caso general) Un entero es suma de dos cuadrados si y sólo si cada uno de sus factores primos de la forma {\displaystyle 4k+3} interviene con una potencia par. |

Para la demostración del teorema son necesarios dos lemas:
| Lema {\displaystyle (1)}: Si {\displaystyle p} es un número primo impar, {\displaystyle x^{2}+1\equiv 0{\pmod {p}}} tiene solución {\displaystyle \Longleftrightarrow p\equiv 1{\pmod {4}}} |
| {\displaystyle (\Rightarrow )} Supongamos que existe {\displaystyle x\in \mathbb {Z} } tal que {\displaystyle x^{2}+1\equiv 0{\pmod {p}}\Rightarrow x^{2}\equiv -1{\pmod {p}}\Rightarrow (x^{2})^{\frac {p-1}{2}}\equiv (-1)^{\frac {p-1}{2}}{\pmod {p}}}, pero, por el pequeño teorema de Fermat, {\displaystyle (x^{2})^{\frac {p-1}{2}}=x^{p-1}\equiv 1{\pmod {p}}\Rightarrow (-1)^{\frac {p-1}{2}}\equiv 1{\pmod {p}}\Rightarrow {\frac {p-1}{2}}\equiv 0{\pmod {2}}\Rightarrow p\equiv 1{\pmod {4}}}. {\displaystyle (\Leftarrow )} Por hipótesis, existe un entero {\displaystyle n} tal que {\displaystyle p=4n+1}. El pequeño teorema de Fermat muestra que si {\displaystyle x} es un entero, entonces {\displaystyle (x^{2n}-1)(x^{2n}+1)=x^{4n}-1\equiv 0{\pmod {p}}}. Como {\displaystyle p} es primo, uno de los dos factores es múltiplo suyo. Es suficiente encontrar un entero {\displaystyle a} tal que {\displaystyle a^{2n}-1} no sea múltiplo de {\displaystyle p} pues, en este caso, {\displaystyle a^{2n}+1} lo es, y {\displaystyle a^{n}} es la solución de {\displaystyle x^{2}+1\equiv 0{\pmod {p}}} que buscábamos. Se sigue aquí un razonamiento muy parecido que en el quinto paso de la demostración de Euler. Consideramos la sucesión de polinomios {\displaystyle Pn} definida recurrentemente como: {\displaystyle P_{0}(x)=x^{2n}-1,\quad P_{i+1}(x)=P_{i}(x+1)-P_{i}(x)} En el quinto paso de la demostración de Euler ya demostramos para estos polinomios que {\displaystyle \operatorname {gr} (P_{i})=2n-i} y que el coeficiente del monomio dominante de {\displaystyle P_{i}} es {\displaystyle (2n)(2n-1)\cdots (2n-i+1)}. De esto se deduce que {\displaystyle P_{2n}} es un polinomio constante igual a {\displaystyle (2n)!}. Como {\displaystyle p} es primo y mayor que {\displaystyle 2n}, no es divisor de {\displaystyle (2n)!}. Pero {\displaystyle P_{2n}(x)} es, por definición, suma de valores que toma {\displaystyle P_{0}(x)} sobre los enteros. Por tanto, como {\displaystyle p} no divide a {\displaystyle P_{2n}(x)=(2n)!} para ningún {\displaystyle x\in \mathbb {Z} }, debe existir {\displaystyle a\in \mathbb {Z} } tal que {\displaystyle P_{0}(a)} no es múltiplo de {\displaystyle p}. Entonces, como {\displaystyle a^{2n}-1} no es múltiplo de {\displaystyle p}, tenemos que sí que lo es {\displaystyle a^{2n}+1}, lo que concluye la demostración. {\displaystyle \quad \square } |

| Lema {\displaystyle (2)}: Sea {\displaystyle p} un primo congruente con 3 módulo 4. Si una suma de cuadrados de enteros {\displaystyle a^{2}+b^{2}} es múltiplo de {\displaystyle p}, entonces {\displaystyle a} y {\displaystyle b} son múltiplos de {\displaystyle p}. |
| Que {\displaystyle a^{2}+b^{2}} sea múltiplo de {\displaystyle p} quiere decir que {\displaystyle a^{2}+b^{2}\equiv 0{\pmod {p}}}, de forma que, considerando el cuerpo de los enteros módulo {\displaystyle p}, {\displaystyle a^{2}+b^{2}=0}, en {\displaystyle \mathbb {Z} /p\mathbb {Z} }. Supongamos que {\displaystyle b} no es múltiplo de {\displaystyle p}, es decir, {\displaystyle b\neq 0} en {\displaystyle \mathbb {Z} /p\mathbb {Z} }. Como es un cuerpo, {\displaystyle b} tiene un inverso {\displaystyle b^{-1}\in \mathbb {Z} /p\mathbb {Z} }, de forma que si multiplicamos la anterior igualdad por {\displaystyle (b^{-1})^{2}}, tenemos que {\displaystyle (ab^{-1})^{2}+1=0}, es decir, la ecuación {\displaystyle x^{2}+1=0} tiene solución ({\displaystyle ab^{-1}}) en {\displaystyle \mathbb {Z} /p\mathbb {Z} }, pero por el lema {\displaystyle (1)} la misma ecuación no tiene soluciones, pues {\displaystyle p\equiv 3\not \equiv 1{\pmod {4}}}. Tenemos pues una contradicción. La contradicción proviene de suponer que {\displaystyle b} no es múltiplo de {\displaystyle p}. Por tanto sí que lo es y, como {\displaystyle a^{2}+b^{2}} es múltiplo de {\displaystyle p} deducimos que {\displaystyle a} también es múltiplo de {\displaystyle p}. {\displaystyle \quad \square } |

Ya podemos así demostrar el teorema general:
| Un entero es suma de dos cuadrados si y sólo si cada uno de sus factores primos de la forma {\displaystyle 4k+3} interviene con una potencia par. |
| {\displaystyle (\Leftarrow )} Supongamos que {\displaystyle n} tiene una descomposición en números primos del tipo del enunciado. Veremos que podemos describir {\displaystyle n} como producto de sumas de dos cuadrados, lo que, implicará, por la primera afirmación de la demostración de Euler, que {\displaystyle n} es a su vez suma de dos cuadrados. La forma para la descomposición en factores primos de {\displaystyle n} descrita en el enunciado empieza con una potencia de 2: {\displaystyle 2^{m}}, que podemos escribir como suma de dos cuadrados ccomo {\displaystyle 2^{m}=2^{m}+0^{2}} si {\displaystyle m} es par, o como {\displaystyle 2^{m}=2^{m-1}+2^{m-1}} si {\displaystyle m} es impar. Luego habrá potencias de primos impares, que deberán ser congruentes o con 1 o con 3 módulo 4. Todos los primos congruentes con 1 módulo 4 se pueden escribir como suma de dos cuadrados por el teorema en el caso particular de los números primos. Ahora, por hipótesis, los primos congruentes con 3 módulo 4 están elevados a una potencia par, luego podemos escribirlos como suma de dos cuadrados como {\displaystyle p^{2m}=(p^{2}+0^{2})^{m}}, que es un producto de números que se pueden escribir como suma de dos cuadrados, por lo que también es suma de dos cuadrados. Por tanto, {\displaystyle n} es producto de números suma de dos cuadrados y es, por tanto, suma de dos cuadrados. {\displaystyle (\Rightarrow )} Supongamos ahora que {\displaystyle n} es suma de dos cuadrados; digamos que {\displaystyle n=a^{2}+b^{2}}. Queremos ver que todos los primos congruentes con 3 módulo 4 están elevados a una potencia par en la descomposición en factores primos de {\displaystyle n}. Equivalentemente, veremos que si {\displaystyle p} es un primo congruente con 3 módulo 4 que divide a {\displaystyle n=a^{2}+b^{2}}, entonces su cuadrado, {\displaystyle p^{2}}, también divide a {\displaystyle n}. Tenemos pues que {\displaystyle p} divide a {\displaystyle n=a^{2}+b^{2}}. Ahora, por el lema {\displaystyle (2)}, tenemos que {\displaystyle p} divide también a {\displaystyle a} y a {\displaystyle b}. En consecuencia, {\displaystyle a^{2}+b^{2}} es múltiplo, no sólo de {\displaystyle p}, sino también de {\displaystyle p^{2}}. Con esto, como ya hemos dicho, concluimos que todas las potencias de primos congruentes con 3 módulo 4 son primas, como queríamos demostrar. {\displaystyle \square } |

### Otras demostraciones del teorema

#### Demostración de Lagrange por formas cuadráticas
La demostración de Euler, aunque resuelva una conjetura abierta durante más de un siglo, tiene la flaqueza de que es difícilmente generalizable. Lagrange buscó una forma más sistemática de abordar el problema.
Su demostración se basa en el siguiente resultado, que demuestra mediante el uso de formas cuadráticas:
| Dado un número de la forma {\displaystyle a\alpha ^{2}+b\alpha \gamma +c\gamma ^{2}} con {\displaystyle \alpha ,\gamma } coprimos, cualquier divisor suyo {\displaystyle m} se puede expresar como {\displaystyle m=Au^{2}+Buv+Cv^{2}}, con {\displaystyle B^{2}-4AC=b^{2}-4ac} y {\displaystyle \vert B\vert \leq \vert A\vert ,\vert C\vert }. |
| Sea {\displaystyle m} ese divisor. Entonces, existe un entero {\displaystyle n} tal que {\displaystyle mn=a\alpha ^{2}+b\alpha \gamma +c\gamma ^{2}}. Por la identidad de Bézout, podemos considerar también dos enteros {\displaystyle \beta ,\delta } con {\displaystyle \alpha \delta -\gamma \beta =\operatorname {mcd} (\alpha ,\gamma )=1}. Dada la forma cuadrática {\displaystyle q(x,y)=ax^{2}+bxy+cy^{2}}, efectuando el cambio de variables {\displaystyle x=\alpha X+\beta Y,~y=\gamma X+\delta Y}, construimos una forma cuadrática entera {\displaystyle Q(X,Y)=a'X^{2}+b'XY+c'Y^{2}} equivalente a {\displaystyle q} y tal que {\displaystyle mn=a\alpha ^{2}+b\alpha \gamma +c\gamma ^{2}=q(\alpha ,\gamma ){\overset {\text{cambio de variable}}{=}}Q(1,0){\overset {{\text{def }}Q}{=}}a'}. Consideremos ahora la forma {\displaystyle R(X,Y):=mX^{2}+b'XY+nc'Y^{2}}, de discriminante, por definición, {\displaystyle b'^{2}-4mnc'=b'^{2}-4a'c'{\overset {\text{discr. invariante resp. formas equivalentes}}{=}}b^{2}-4ac}. Ahora, para toda forma {\displaystyle r(U,V)=AU^{2}+BUV+CV^{2}} equivalente a {\displaystyle R(X,Y)} por un cambio de variables {\displaystyle U=uX+sY,~V=vX+tY} con {\displaystyle ut-sv=1}, tenemos que {\displaystyle r(u,v)=R(1,0)=m}, y el discriminante se conserva: {\displaystyle B^{2}-4AC=b^{2}-4ac}. Esto es lo primero que queríamos probar. De entre todas esas formas {\displaystyle r}, elijamos una para la cual {\displaystyle \vert B\vert } sea mínimo. El coeficiente de {\displaystyle UV} en {\displaystyle r(U+kV,V)} es igual a {\displaystyle 2Ak+B}, y esta forma sigue sigue siendo equivalente a {\displaystyle R} para cualquier {\displaystyle k\in \mathbb {Z} }, luego, como habíamos elegido {\displaystyle r} para que {\displaystyle \vert B\vert } fuera mínimo, tenemos que {\displaystyle \forall k\in \mathbb {Z} \quad \vert B\vert \leq \vert 2Ak+B\vert } y esto muestra que {\displaystyle \vert A\vert \geq \vert B\vert }. En efecto, si {\displaystyle \vert B\vert =0} el resultado es trivial, y si no, para {\displaystyle k=1,-1} tenemos que {\displaystyle \vert B\vert \leq \vert B+2A\vert ,\vert B-2A\vert }, es decir, que {\displaystyle -2A,2A\not \in (B-\vert B\vert ,B+\vert B\vert )}, el intervalo abierto con extremos {\displaystyle B-\vert B\vert ,B+\vert B\vert }. Pero, en función del signo de {\displaystyle B}, {\displaystyle (B-\vert B\vert ,B+\vert B\vert )=(0,2\vert B\vert )} si es positivo o {\displaystyle =(-2\vert B\vert ,0)} si es negativo. Centrémonos en el caso {\displaystyle B} positivo. Tenemos, por lo anterior, que {\displaystyle 2A,-2A\not \in (0,2\vert B\vert )}. Como {\displaystyle 2A} y {\displaystyle -2A} son opuestos, esto significa que {\displaystyle 2A,-2A\not \in (-2\vert B\vert ,2\vert B\vert )}. Si {\displaystyle B} hubiera sido negativo habríamos llegado simétricamente al mismo resultado. Finalmente, esto implica que {\displaystyle 2\vert A\vert \geq 2\vert B\vert \Rightarrow \vert A\vert \geq \vert B\vert }, como queríamos demostrar. Simétricamente podemos demostrar que {\displaystyle \vert C\vert \geq \vert B\vert \quad \square } |

Ahora, con este resultado, sea {\displaystyle p} un número primo congruente con 1 módulo 4. Entonces, divide a una suma de cuadrados coprimos (en el lema {\displaystyle (2)} anterior se ha visto que divide a un número de la forma {\displaystyle x^{2}+1=x^{2}+1^{2}} y 1 es coprimo con cualquier entero, de donde la afirmación). Así, por el anterior teorema de Lagrange aplicado a {\displaystyle (a,b,c)=(1,0,1)}, tenemos que podemos escribir {\displaystyle p=Au^{2}+Buv+Cv^{2}>0} con {\displaystyle B^{2}-4AC=-4<0}, de donde {\displaystyle A,C>0{\text{ y }}A=\vert A\vert ,C=\vert C\vert } y, por la segunda tesis del teorema, {\displaystyle \vert B\vert \leq \vert A\vert ,\vert C\vert =A,C\Rightarrow -4=B^{2}-4AC\leq B^{2}-4\vert B\vert ^{2}=-3B^{2}\Rightarrow B^{2}\leq 4/3}. Además, como {\displaystyle B^{2}-4AC=-4} tenemos que {\displaystyle B^{2}} es par, lo que, junto a lo anterior, muestra que {\displaystyle B^{2}=0\Rightarrow B=0} y, por {\displaystyle B^{2}-4AC=-4{\overset {B=0}{\Rightarrow }}-4AC=-4\Rightarrow AC=1{\overset {A,C>0}{\Rightarrow }}A,C=1}.
Por tanto, {\displaystyle p=Au^{2}+Buv+Cv^{2}=u^{2}+v^{2}} y es suma de dos cuadrados, como queríamos demostrar. {\displaystyle \quad \square }

#### Demostración de "una frase" de Zagier e interpretación geométrica de Spivak
Sea {\displaystyle p=4k+1} un número primo; {\displaystyle \mathbb {N} } denota los números naturales (con o sin el cero). Consideremos el conjunto finito {\displaystyle S=\{(x,y,z)\in \mathbb {N} ^{3}:x^{2}+4yz=p\}} de tripletes de números. Entonces {\displaystyle S} tiene dos involuciones (i.e., aplicaciones {\displaystyle f\colon S\rightarrow S} tales que {\displaystyle f^{2}={\text{Id}}}): una es la obvia {\displaystyle (x,y,z)\mapsto (x,z,y)}, cuyos puntos fijos {\displaystyle (x,y,y)} corresponden a representaciones de {\displaystyle p} como suma de dos cuadrados, pues tendríamos que {\displaystyle p=x^{2}+4yz=x^{2}+4yy=x^{2}+(2y)^{2}}. Otra, más complicada, es 
{\displaystyle (x,y,z)\mapsto {\begin{cases}(x+2y,\,z,\,y-x-z),\quad {\text{si }}x<y-z\\(2y-x,\,y,\,x-y+z),\quad {\text{si }}y-z<x<2y\\(x-2y,\,x-y+z,\,y),\quad {\text{si }}x>2y\end{cases}}}
(más abajo, en una interpretación geométrica, se justifica la elección esta fórmula), que tiene exactamente un punto fijo {\displaystyle (1,1,k)}. Esto demuestra (pues podemos emparejar los puntos de {\displaystyle S} con sus imágenes respecto a esta última involución y quedaría solamente el único punto fijo emparejado consigo mismo) que el cardinal de {\displaystyle S} es impar. Luego la primera involución debe también tener algún punto fijo. Este punto fijo, como ya se ha dicho, corresponde a una representación de {\displaystyle p} como suma de dos cuadrados. {\displaystyle \quad \square }
Esta demostración es equivalente a la demostración visual utilizando figuras con forma de "molino", dada por Alexander Spivak en 2006, que da una justificación a los términos que se definen en la demostración de Zagier, se explica en este artículo de MathOverflow (en inglés) y en el vídeo de YouTube de Mathologer Why was this visual proof missed for 400 years? (Fermat's two square theorem) (en inglés).

## Ejemplos
Por ejemplo, los números primos 5, 13, 41, 61 son de la forma 4k+1, y por el teorema pueden ser escritos como suma de dos cuadrados de la siguiente manera:
- {\displaystyle 5=1^{2}+2^{2}\,\!}
- {\displaystyle 13=2^{2}+3^{2}\,\!}
- {\displaystyle 41=4^{2}+5^{2}\,\!}
- {\displaystyle 61=5^{2}+6^{2}\,\!}

## Generalización
Fermat anunció otros resultados relacionados catorce años más tarde. Así, en una carta escrita a su amigo Blaise Pascal el 25 de septiembre de 1654, anunciaba los siguientes resultados para números primos mayores que 2:

- Cada número primo, que es mayor en una unidad a un múltiplo de 3, está compuesto por un cuadrado y el triple de otro cuadrado como 7, 13, 19, 31, 37, ... 

- Cada número primo, que es mayor en una unidad (1) o en tres unidades (3) a un múltiplo de 8, está compuesto por un cuadrado y el doble de otro cuadrado como 11, 17, 19, 41, 43, ...

Pierre de Fermat

Lo que en términos modernos viene a ser:
- {\displaystyle p=x^{2}+3y^{2}\Leftrightarrow p\equiv 1{\pmod {3}}.}
- {\displaystyle p=x^{2}+2y^{2}\Leftrightarrow p\equiv 1{\mbox{ or }}p\equiv 3{\pmod {8}}.}